# Cüneyt Arkın
Cüneyt Arkın eredeti nevén Fahrettin Cüreklibatır (Gökçeoğlu, 1937. szeptember 7. – Isztambul, 2022. június 28.) külföldön használt művésznevein George Arkin, Steve Arkin török színész, producer, rendező és harcművész. Eddig több mint 300 filmben és sorozatban szerepelt. Arkın híres arról, hogy pályája során rengeteg nyugati (és bizonyos mértékig távol-keleti) filmeket utánzó kisköltségvetésű trashfilmet készített (az ún. turksploitation nevű alműfaj részei), amelyek gyakorta plagizáltak jeleneteket és zenét is az amerikai mozikból. Leginkább „hírhedt” filmje a Dünyayı Kurtaran Adam (magyar jelentése Az ember, aki megmenti a Földet) c. sci-fi, amit külföldön Turkish Star Wars-ként (Török Star Wars, Török Csillagok háborúja) emlegetnek. A rossz filmek kategóriájában a Török Csillagok háborúja kultuszfilm lett azóta.
Arkın azonban nem trashfilm-színész. Hazájában az igényes színészet terén alkotott nagyot és a legjobb török színészek közt tartják számon. E téren különösen remekelt török történelmi filmdrámákban, bűnügyi filmekben, komolyabb akciófilmekben és politikai filmekben. Nagyon jó munka- és baráti kapcsolat fűzte Remzi Aydın Jöntürk filmrendezőhöz.

## Élete
Cüneyt Arkın Északnyugat-Törökországban született Eskişehir mellett. Családja az Oszmán Birodalomban letelepedett krími és nogaji tatároktól származik, akik az orosz uralom miatt hagyták el hazájukat.
Arkın orvosi egyetemet végzett Isztambulban. A filmmel már 1963-ban, sorkatonai szolgálata idején kapcsolatba került. Halit Refiğ rendező egy drámát forgatott Eskişehirnél, ahol felfigyelt a fiatal Fahrettinre. Leszerelése után rövid ideig a dél-törökországi Adanában volt orvos. Refiğ hatására kezdett el színészkedni és két év alatt már vagy 30 filmben megfordult.
1964-ben áttörést hozott számára a Gurbet Kuşları c. filmdráma. Refiğ úgy látta, hogy felfedezettjének a legideálisabb az akcióhős szerepe, így tért rá Arkın erre a műfajra és hogy ennek megfeleljen (pontosabban ne kelljen kaszkadőröket használnia) akrobatikát tanult az isztambuli Medrano cirkuszban, sőt jártasságot szerzett a lovaglás és a keleti harcművészetek terén. A Cüneyt Arkın nevet 1968-tól kezdte használni.
A török történelmi filmdrámák nagy sikert hoztak számára hazájában, további sikereket ért el kaland- és akciófilmekkel. Arkın egy újszerű stílust teremtett a török mozikban, ő volt az első török színész aki felemelkedett akkori nyugati kollégái színvonalához. Számos műfajban feltűnt, legyen szó drámáról, társadalmi filmről, művészfilmről, vígjátékról, kaland-, akció- és bűnügyi filmről.
Az 1980-as évektől kezdett el egyre több kis költségvetésű, kereskedelmi célzatú, ám alacsony színvonalú filmben játszani. Sok esetben ő maga volt ezen filmek rendezője és forgatókönyvírója is. Így került sor 1982-ben a Török Star Wars megalkotására. A sci-fi részben a távol-keleti harcművész filmek, az Indiana Jones-filmek, zombi-, vérfarkas- és múmiahorrorok, sőt fantasy filmek stílusjegyeit is magában hordozza, ugyanakkor a King Kong néhány eleme is felismerhető benne. Az űrcsatajeleneteket Egy új remény c. Star Wars részből vették át. A film zenéjéhez John Williams az Indiana Jones filmekhez készült világhírű alkotását használták fel. A készítők valószínűleg szándékosan rossz képaránnyal vetítették le ezeket az epizódokat, mindenesetre a plágium így is nyilvánvaló. A film amatőr és némileg feszélyező fantasy kellékeket használ (pl. plüss öltözetet viselő szörnyek és kartonpapírból készült kardok), míg a dialógusok valamint a cselekményszál követhetetlen és értelmezhetetlen. A speciális effektusokat többnyire animációval helyettesítik.
Arkın természetesen nem az egyetlen, aki ilyen filmeket készített az akkori Törökországban. Példaként említhető, hogy török utánzatok készültek a Batman-, Pókember-, Superman- és Amerika Kapitány filmekről is. Olaszországban már az 1960-as évektől tucatjával gyártottak többnyire igénytelen filmeket, amelyek akkori amerikai filmsikereket próbáltak meglovagolni, mint a Zorro vagy a már előbb említett szuperhőskarakterek.
Az 1984-ben Ölüm Savaşçısı c. film az akkor terjedő amerikai harcművész rendőrfilmek alapján készült: Arkın japán karatét alkalmazó rendőrhadnagyként szerepel itt. Ez a fajta film sem nevezhető egyedülállónak Törökországban. Ugyanilyen témát dolgozz fel a Karateci Kız 1988-as film, amelynek egy karatézó nő a főszereplője, s igénytelensége illetve amatőrsége meghaladja az Arkın-féle filmet. Ez az alkotás egyébként Quentin Tarantinóra is hatással volt.
Paradox módon a Török Star Wars révén lett nagy a külföldi ismeretsége Arkınnak. Nagy-Britanniában a 2000-es években felújított változatban bemutatták a Török Star Wars-t, ahol a film rajongói táborra tett szert.

## Magánélete
Arkın 1965-ben feleségül vette Güler Mocant, akivel az orvosi egyetemen tanult együtt. 1966-ban megszületett lányuk, Filiz. A házasság Arkın filmes karrierje miatt zátonyra futott.
1968-ben megismerkedett Betül Işıl légiutaskísérővel, aki egy vagyonos cserépgyártó cég tulajdonosának a lánya volt és Svájcban végezte felsőfokú tanulmányait. Arkın 1969-ben eljegyezte Betült és 1970-ben megkötötték házasságukat. 1971-ben a pár nagyon hamar elvált. A kapcsolatot azonban hamar rendezték és újból összeházasodtak. Betültől két fia született Arkınnak, Murat és Kaan Polat. Felesége és gyermekei jó néhány filmjében feltűntek. Ugyancsak szerepelt vele egy sorozatban Murattól való lányunokája is, aki főállásban egy vállalat vezérigazgatónője.
Arkin egy időben alkoholizmussal küzdött, amelyből sikeresen kikezelték. Attól kezdve alkohol- és drogellenes programokat illetve kampányokat támogatott. Több evvel a témával kapcsolatos konferencián vett részt és tevékenységéért elismerésben részesült.
Egy időben színészi karrierje stagnált, ezért ismét praktizált orvosként.
A politikából is kivette a részét: egy időben a török Haza Pártjának színeiben is indult a 2002-es választásokon. A következő években a török munkáspártot segítette.
2009-ben három hónapig kórházi kezelésre szorult gerincproblémái miatt.

## Halála
2022 nyarán Cüneyt Arkınt a beşiktaşi kórházban kezelték szívelégtelenséggel, ahol végül elhunyt.